# Breitblättriger Senf
Der Breitblättrige Senf oder Grüner Senfkohl (Brassica juncea (L.) Czern. subsp. integrifolia (H.West) Thell.), auch durch die rote Sorte Roter Senf, ‘Red Giant’ bekannt, ist eine Unterart des Braunen Senfs, Indischen Senfs oder Ruten-Kohls (Brassica juncea (L.) Czern.) aus der Gattung Kohl (Brassica) innerhalb der Familie der Kreuzblütengewächse (Brassicaceae). Er ist sehr nah mit den anderen Unterarten oder Varietäten von Brassica juncea: Sarepta-Senf (Brassica juncea var. sareptana Sinskaja) und Tsa Tsai (Brassica juncea subsp. tsatsai Mao) verwandt.

## Herkunft und Verbreitung
Die Hauptform Brauner Senf, Ruten-Kohl (Brassica juncea (L.) Czern. var. juncea) wird weltweit angebaut, die größte Vielfalt dieser Art und der Unterart Breitblättriger Senf oder Grüner Senfkohl wird jedoch in Asien angebaut. In Europa wird er vor allem wegen seiner dekorativen Farbe für die in Tüten abgepackten Produkte Japanese Greens oder Baby Leaf produziert. Fertigmischungen werden für den Wok oder als Fertigsalate angeboten.

## Beschreibung und Ökologie

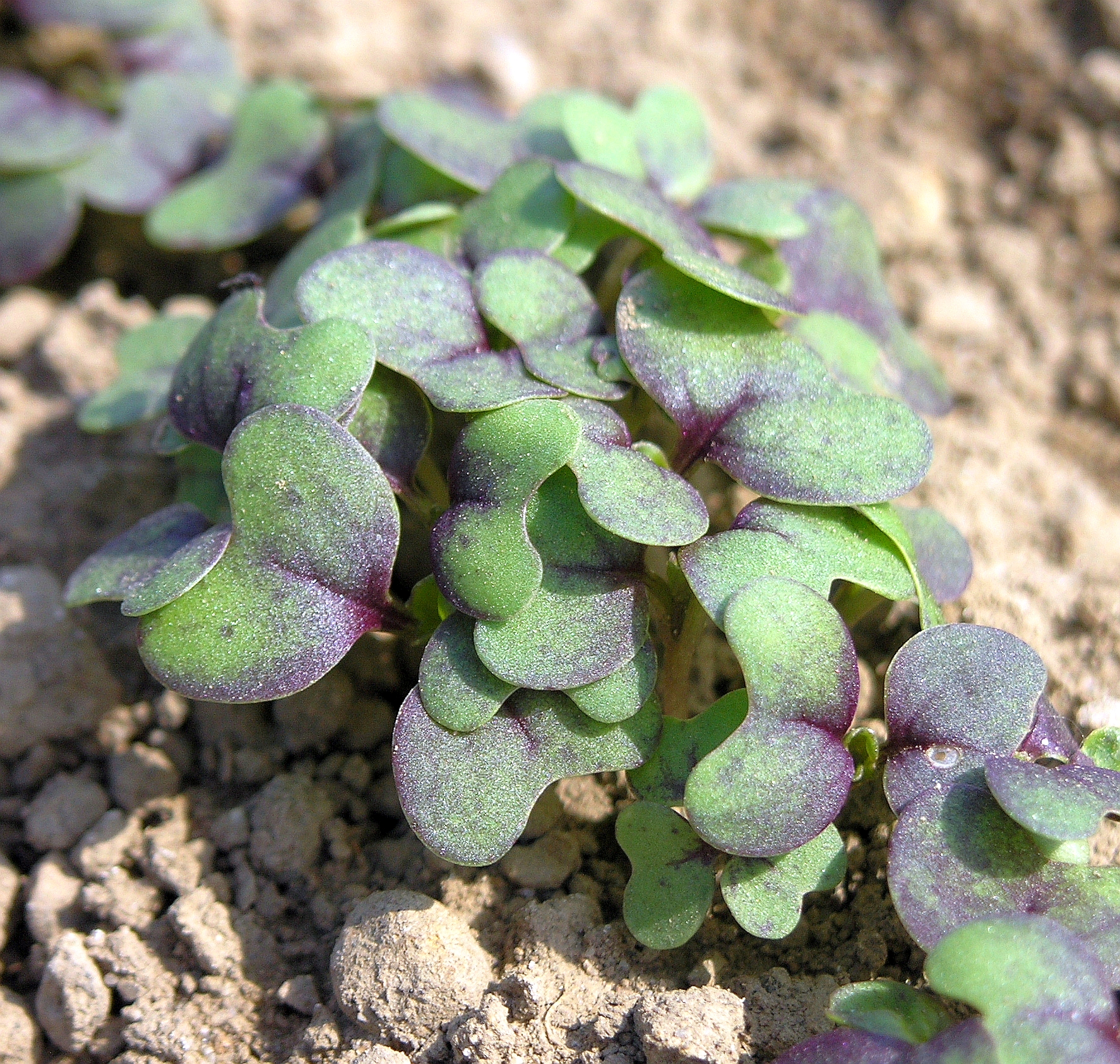
Keimlinge von ‘Red Giant’

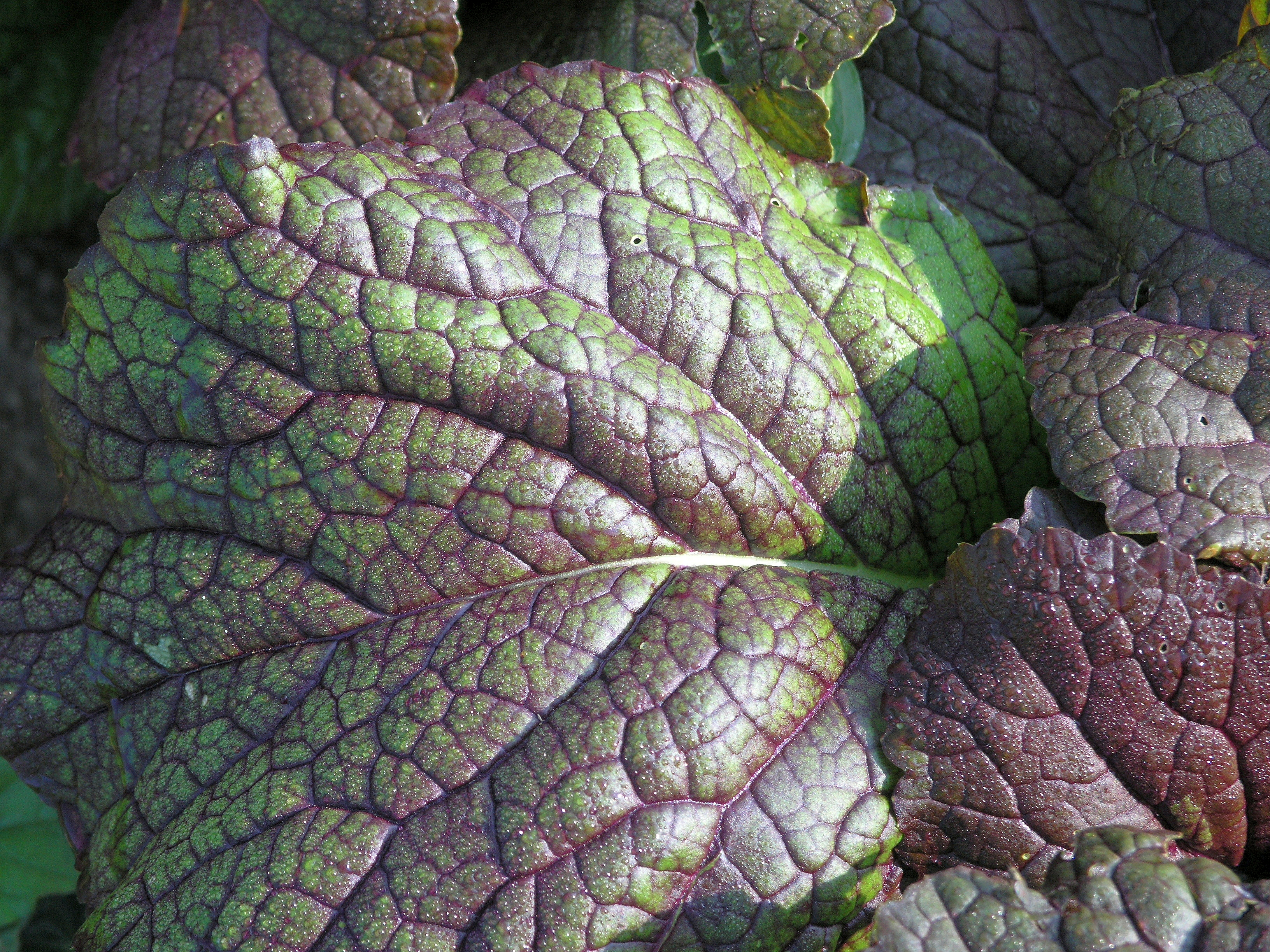
Blatt von ‘Red Giant’

Diese als einjährige Pflanze kultivierte, krautige Pflanze erreicht durchaus Wuchshöhen von 30 bis 160 Zentimetern (unterster Wert ohne, oberster mit Blüte), wächst aufrecht und ist nicht verzweigt. Sie bildet keinen Kopf. Die Laubblätter sind auf der Oberfläche bordeauxrot und unterseits grün gefärbt mit unterschiedlicher Form und Größe, je nach Alter des Pflanzenexemplars. Geringere Lichteinstrahlung bedingt weniger starke Ausfärbung.
Die zwittrige Blüte ist vierzählig. Die vier Kronblätter sind gelb. Diese Varietät ist selbstfertil und die Bestäubung erfolgt durch Insekten. Es werden Schoten gebildet. Der grau-schwarze bis braune Samen ist bei einem Durchmesser von 1 bis 1,5 Millimetern rund. Die Blütezeit reicht von Juni bis August und die Samenreife erfolgt von August bis September.

## Anzucht und Ernte
Sind die Bedingungen gut bei ausreichender Feuchte und 20 bis 25 °C, keimen die Samen innerhalb von drei bis fünf Tagen. Bis zur Ernte als Baby Leaf 10 bis 15 Zentimetern Höhe vergehen drei, bis die Pflanze mit 30 bis 35 Zentimetern Höhe ausgewachsen ist sechs Wochen. Da die jung geschnittenen Blätter nicht besonders lange haltbar sind, werden die Blätter nicht sehr weit transportiert, sondern nahe dem Produktionsort verwendet. Die Blätter eignen sich auch technisch gut zum Verpacken in Folienbeutel, weil durch den leicht blasigen Aufbau des Blatts die einzelnen Blätter durch Feuchte nicht so zusammenkleben und der Folienbeutel besser Volumen behält.

## Krankheiten und Schädlinge
Rettichfliege, Falscher Mehltau, Blattläuse, Erdfloh, Alternaria brassica

## Verwendung
Verwendet werden die noch kleinen jungen Blätter ähnlich den Schnittsalaten zum farblichen Bereichern von Salaten und zur Dekoration von Tellern. Der Geschmack ist senföl- oder kohlartig. Sie können auch sanft gedünstet werden.

## Taxonomie
Die Erstveröffentlichung erfolgte 1793 im Rang einer Art unter dem Namen (Basionym) Sinapis integrifolia durch Hans West Bidr. Beskr. St. Croix, S. 296. Den Rang einer Unterart Brassica juncea subsp. integrifolia (H.West) Thell. hat sie 1908 durch Albert Thellung in Verh. Bot. Vereins Prov. Brandenburg, Band 50, S. 157 erhalten. Weitere Synonyme für Brassica juncea subsp. integrifolia (H.West) Thell. sind: Brassica celerifolia (Tsen & Lee) Y.C.Lan & T.Y.Cheo, Brassica integrifolia (H.West) O.E.Schulz, Brassica juncea subsp. rugosa (Roxb.) Prain, Brassica juncea var. celerifolia Tsen & S.H.Lee, Brassica juncea var. crassicaulis Chen & Yang, Brassica juncea var. crispifolia L.H.Bailey, Brassica juncea var. cuneifolia (Roxb.) Kitam., Brassica juncea var. foliosa L.H.Bailey, Brassica juncea var. gemmifera Lee & Lin, Brassica juncea var. gracilis Tsen & S.H.Lee, Brassica juncea var. integrifolia (H.West) Sinskaya, Brassica juncea var. involutus P.Yang & R.Y.Chen, Brassica juncea var. linearifolia Sun, Brassica juncea var. longidens L.H.Bailey, Brassica juncea var. longipetiolatus P.Yang & R.Y.Chen, Brassica juncea var. multiceps Tsen & S.H.Lee.